# Orthostethus
Orthostethus is een geslacht van kevers uit de familie  
kniptorren (Elateridae).
Het geslacht is voor het eerst wetenschappelijk beschreven in 1857 door Lacordaire.

## Soorten
Het geslacht omvat de volgende soorten:
- Orthostethus amami (Kishii, 1987)
- Orthostethus babai (Kishii, 1987)
- Orthostethus caviceps Schaeffer, 1916
- Orthostethus cavifrons Champion, 1896
- Orthostethus corvinus Germar, 1844
- Orthostethus glabratus Champion, 1896
- Orthostethus hepaticus (Germar, 1844)
- Orthostethus infuscatus (Germar, 1844)
- Orthostethus kometsuki (Kishii, 1985)
- Orthostethus landolti Steinheil, 1877
- Orthostethus pectinicornis Champion, 1896
- Orthostethus piceus Candèze, 1863
- Orthostethus sieboldi (Candèze, 1873)
- Orthostethus sinensis (Candèze, 1882)